# 牙買加站
牙買加站（英語：Jamaica station）是美國紐約市皇后區牙買加長島鐵路的主要樞紐車站，每日超過20萬人次使用，是长岛最大的铁路枢纽、北美洲第四繁忙的鐵路車站，只计算通勤交通的话則為第二位；此站是紐約地區第四繁忙的鐵路樞紐，僅次於賓夕法尼亞車站、大中央總站和锡考克斯站。每日超過1000輛列車通過此站。
牙买加站位于加高的路堤上，设有供长岛铁路列车使用的6座站台和10条股道。位于站台上方的站厅可前往设有2条股道的JFK机场捷运车站；本站还可换乘纽约地铁蘇特芬林蔭路-射手大道-JFK機場車站；车站周围亦设有公交车站，有数条公交线路经过。
除华盛顿港支线外，所有长岛铁路列车均经停本站，長島鐵路主線（长岛市-绿港）、大西洋支線（大西洋总站-谷溪）和蒙托克支線（长岛市-蒙托克）在车站交会，因此本站是重要的换乘站。長島鐵路主線向西经伍德赛德站可通往皇后区的长岛市站及曼哈顿的宾州车站，大西洋支線则向西前往布鲁克林的大西洋总站。2023年东线工程通车后，本站可直通大中央车站。

## 历史

### 2001-2006扩建
车站于2001年开始了耗资3.87亿美元的扩建工程，将车站和纽新港务局运营的JFK机场捷运连接，为此工程款的1亿美元由纽新港务局出资。扩建工程于2006年完成。
扩建工程包括新建站台、新建旅客天桥一座、加装自动扶梯连接地面和地铁蘇特芬林蔭路-射手大道-JFK機場站，连接机场捷运车站的夹层以及覆盖站台的无柱雨棚。此外，扩建工程还新建牙买加行車控制中心，由比奇特尔公司和Tishmen负责营建，内设长岛铁路办公室、控制中心和大都會運輸署警察局办公点。
总体而言，翻新工程扩大了车站的规模，使其变得更加现代化和高效，同时符合美国残疾人法案（ADA）要求，使旅客可以更轻松地进入所有8条LIRR轨道。车站扩建工程被美国土木工程师协会长岛分會提名为“2006年年度工程”。

## 车站结构
牙买加站是长岛铁路的枢纽车站。本站设有6座岛式站台，其中A-E站台长1,000英尺（300），有1-8道经过，可停靠12节编组列车。2道和7道两侧为西班牙式站台，停靠列车两边车门均会打开：早高峰时从3条长岛铁路支线驶往纽约方向列车回同时停靠牙买加站的1、2、3道，乘客可穿过停靠2道双侧开门的列车进行便捷换乘；晚高峰时期长岛方向列车则会同时停靠6、7、8道。位于中间的4、5道东西方向列车均有停靠，乘客可进行跨月台换乘。
F站台位于A-E站台南侧，有11-12道经过，目前仅作为大西洋总站始发终到列车的月台。E、F站台间设有9、10道，仅作为存车线及货运线。
车站的主出入口位于具有100年历史的建筑物内，设有票务及候车区域。该建筑物同时也是长岛铁路公司的总部。

## 机场捷运

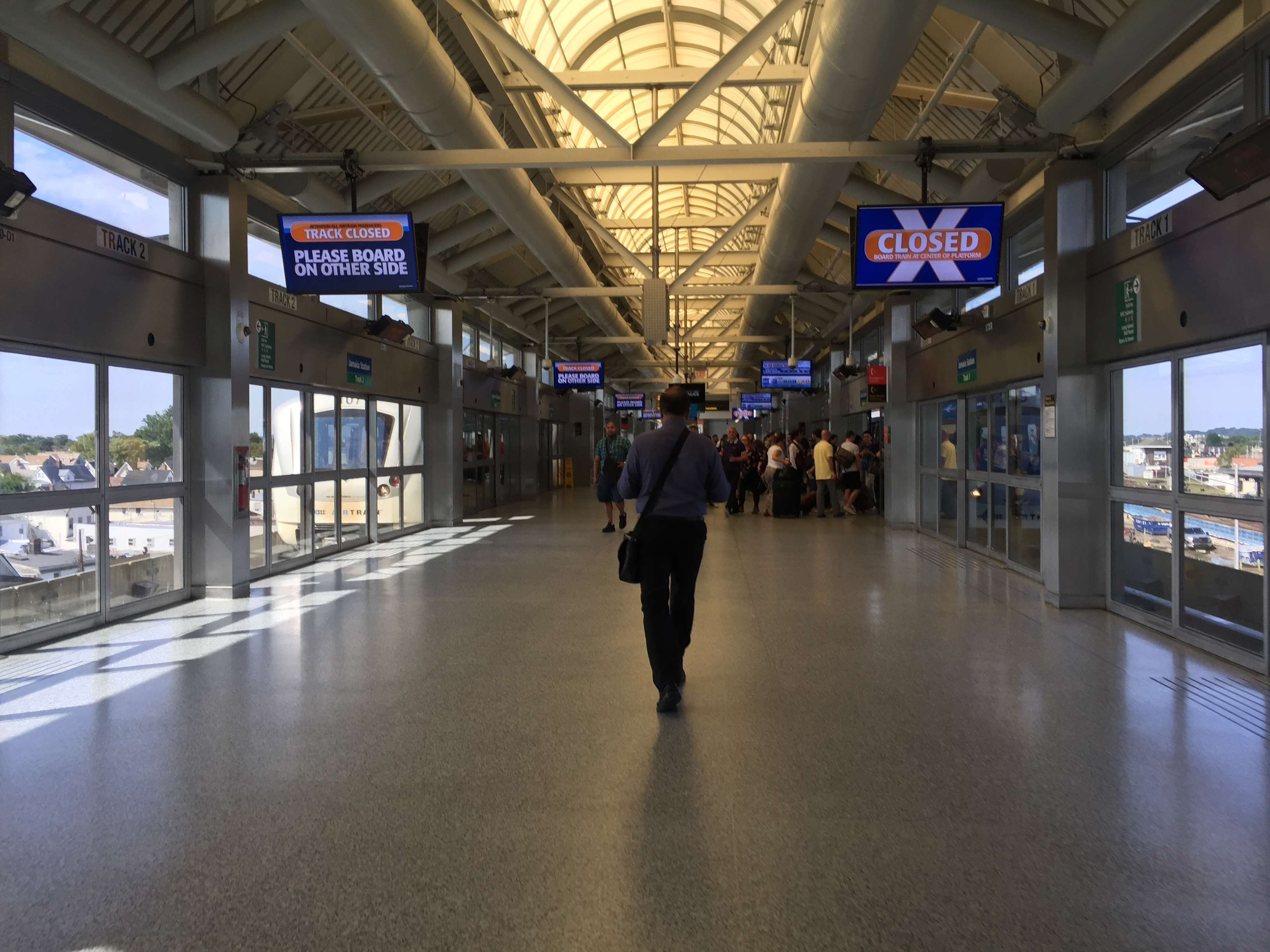
JFK机场捷运站台

机场捷运车站位于长岛铁路车站南侧的幕墙建筑内，设有2条股道和1座岛式站台。车站站台和地面通过扶手电梯连接，和长岛铁路车站通过天桥连接。机场捷运站台设有站台屏蔽门，因此列车得以更方便地实施无人驾驶。
捷运站台长240英尺（73）。捷运股道自本站向西出岔后折向南。下站位于南侧，为联邦圆环站，以及肯尼迪机场的6座航站楼。由于捷运车站由纽新港务局拥有，车站票务系统独立于长岛铁路，同时肯尼迪机场内的车站并不设有售票机，使用捷运乘客需在进出本站时支付车费。

### 车站结构
| 2F | 1道      | ← JFK机场捷运往第八航廈（聯邦圓環） |
| 2F | 岛式站台 |                                     |
| 2F | 2道      | ← JFK机场捷运往第八航廈（聯邦圓環） |
| 1F | 大堂     | 票务、转乘长岛铁路                  |
| G  | 地面     | 出入口                              |